# یاسر القحطانی
یاسر سعید القحطانی (عربی: ياسر سعيد القحطاني؛ زادهٔ ۱۰ اکتبر ۱۹۸۲) بازیکن فوتبال پیشین اهل عربستان سعودی می‌باشد که در پست مهاجم برای باشگاه فوتبال الهلال در لیگ حرفه‌ای فوتبال عربستان بازی می‌کرد.
او برای تیم ملی کشورش ۱۰۸ بازی ملی انجام داده‌است و ۴۲ گل ملی در کارنامهٔ خود نیز دارد.
وی به همراه تیم ملی فوتبال عربستان سعودی به مقام نایب قهرمانی مسابقات جام ملت‌های آسیا ۲۰۰۷ دست یافت.

## بازیکن سال فوتبال آسیا
یاسر القحطانی در سال ۲۰۰۷ عنوان بازیکن سال فوتبال آسیا انتخاب شد. تا پیش از آن سه بازیکن از عربستان موفق شده بودند این عنوان را نیز کسب کنند.